# PKP-Baureihe Tx26
In die PKP-Baureihe Tx26 wurden zwei Typen von Schmalspurlokomotiven vom Herstellers Fablok in Chrzanów eingereiht, die große bauliche Unterschiede besitzen. Sie wurden 1926 in den Typ W1A (Pińczów) und 1928 in den Typ W2A eingereiht.
Von dem Typ W1A (Pińczów) wurden von 1926 bis 1928 sechs Lokomotiven gebaut, die anfangs die Bezeichnungen PKP D-1306–1309 und 1311–1312 trugen. Von dem Typ W2A wurde 1928 nur eine Lokomotive gebaut, sie trug anfangs die Bezeichnung PKP D3-1002. Ab 1940 haben die Lokomotiven Bezeichnungen von der Deutschen Reichsbahn getragen. Nach dem Zweiten Weltkrieg haben die vorhandenen Lokomotiven zuerst die PKP-Bezeichnungen Tx3-422–426, ab 1961 PKP Tx26-422–425 und 427 getragen.
Die Lokomotiven vom Typ W1A (Pińczów) waren anfangs auf der Bahnstrecke Jędrzejów Wąskotorowy Osobowy – Szczucin koło Tarnowa Wąskotorowy zwischen Jędrzejów und Szczucin mit einer Spurweite von 600 mm im Einsatz. Später waren sie auch auf anderen Strecken eingesetzt.
Die Lokomotive vom Typ W2A wurden für die Schmalspurbahnen im Powiat Ostrołęcki gebaut.
Die Tx26-422 befindet sich im Schmalspurbahnmuseum Wenecja, die Tx26-423 bei der Parkeisenbahn Maltanka. Die Tx26-427 ist im Freilichtmuseum für Schienenfahrzeuge in Chabowka.

## Geschichte

### Typ W1A (Pińczów)

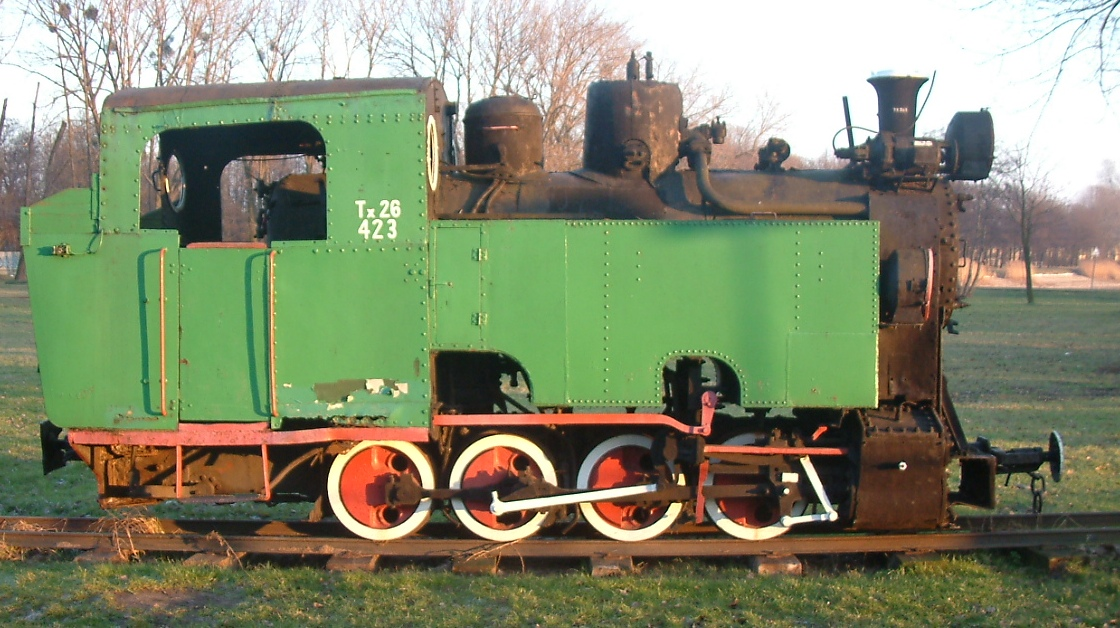
Tx26 423 bei der Parkeisenbahn Maltanka

Die Lokomotiven wurden vom Vorstand der Pińczowskich Kolei Dojazdowych für die am 3. Mai 1924 eröffnete und bis 1949 betriebene 600-mm-Strecke Hajdaszek–Pińczów bestellt. Die Gesellschaft benannte die ersten in Polen hergestellten Schmalspurdampflokomotiven als Typ Pińczów.
| Hersteller, Fabriknummer Baujahr | 1930–1939 (PKP) | 1940–1946 (DR/PKP) | 1947–1961 (PKP) | nach 1961 | Bemerkungen          |
| -------------------------------- | --------------- | ------------------ | --------------- | --------- | -------------------- |
| Fablok 149/1926                  | D-1306          | 99 1588            | Tx3-422         | Tx26-422  | Museumslok seit 1978 |
| Fablok 150/1926                  | D-1307          | 99 1589            | Tx3-423         | Tx26-423  | Museumslok seit 1973 |
| Fablok 175/1927                  | D-1308          | 99 1590            | Tx3-424         | Tx26-424  | ausgemustert 1968    |
| Fablok 176/1927                  | D-1309          | 99 1591            | –               | –         | ausgemustert 1940    |
| Fablok 185/1928                  | D-1311          | 99 1593            | Tx3-425         | Tx26-425  | ausgemustert 1973    |
| Fablok 186/1926                  | D-1312          | 99 1594            | Tx3-426         | –         | ausgemustert 1948    |

#### DR-Baureihe 99.158
Während der Zeit des Zweiten Weltkrieges wurden die Lokomotiven von der Deutschen Reichsbahn übernommen und sollten die Nummern 99 1588 bis 1591 sowie 99 1593–1594 tragen. Bei einem Bombenangriff wurde die Lokomotive D-1309 zerstört, sodass nur fünf Lokomotiven übernommen wurden und die 1591 unbesetzt blieb.

#### PKP Tx3-422–426
Nach dem Zweiten Weltkrieg wurden diese fünf Lokomotiven von den PKP wieder übernommen und nach dem neuen Baureihenschema entsprechend der ehemaligen Rangfolge als PKP Tx3-422–426 benannt. Die Tx3-426 wurde 1948 ausgemustert. Die Lokomotiven waren weiter auf der Schmalspurbahn Jędrzejów–Szczucin im Einsatz. Nach der Umspurung dieser auf 750 mm Spurweite wurden die Lokomotiven auf andere Strecken umgesetzt.

#### PKP Tx26-422–426
1961 wurde ein neues Bezeichnungsschema eingeführt, in das die noch vorhandenen vier Lokomotiven als Tx26-422–426 einsortiert wurden. 1968 wurden die Tx26-424 und 1973 die Tx26-425 ausgemustert. Die restlichen beiden Lokomotiven blieben erhalten.
Die Tx26-422 kam 1950 zur ehemaligen Wirsitzer Kreisbahn und hat über einige andere Einsätze 1961 den Weg zur Żnińska Kolej Powiatowa (ehemals Zniner Kreisbahn) gefunden. Am 19. August 1978 wurde sie ausgemustert und dem Schmalspurbahnmuseum Wenecja gegeben, wo sie sich als Exponat befindet.
Die Tx26-423, die einen Hilfstender erhalten hatte, ging an die Jarocińska Kolej Dojazdowa (ehemals Jarotschiner Kreisbahn), wo sie noch 1975 unter Dampf stand. 1978 wurde die Lokomotive ausgemustert. Sie wurde zunächst mitsamt ihrem Hilfstender in Posen ausgestellt. Seit 2002 ist sie im Zustand der Jarotschiner Kreisbahn, in dunkeloliver Lackierung, die sie auf der Jarocin Dojazdowa Railway trug, als Denkmal bei der Parkeisenbahn Maltanka aufgestellt.

### Typ W2A

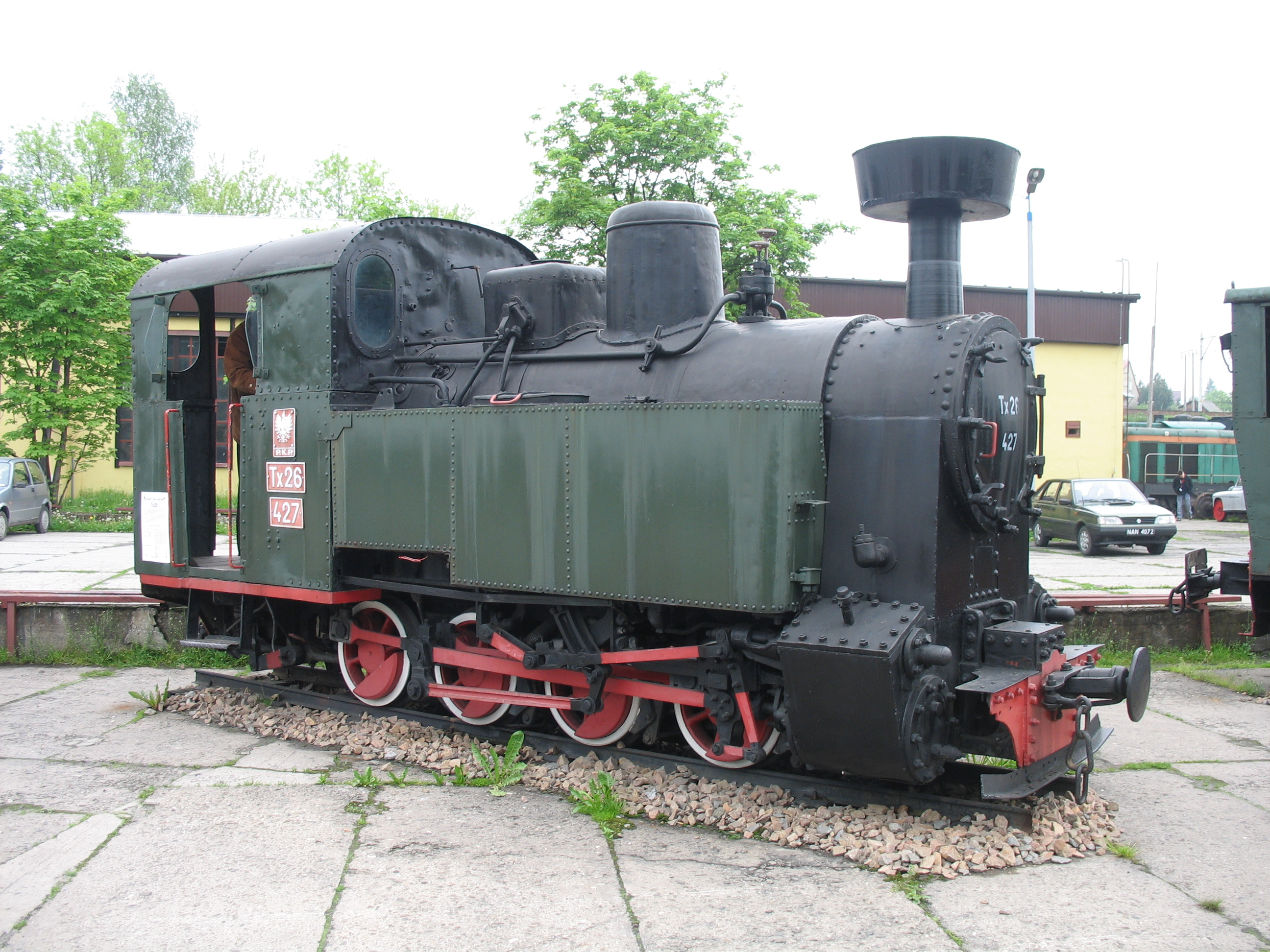
Tx26-427 im Museum für Fahrzeuge und Bahntechnik in Chabówka

Diese Lokomotive wurde auf Anordnung des Verteidigungsministeriums in Warschau für Feldbahnen entworfen, es wurde nur ein Stück gebaut. Fablok beauftragte die Warszawskiej Spółce Akcyjnej Budowy Parowozów (WSABP) mit dem Bau des Fahrgestells und mit dem Bau des Kessels das Fitzner-Gamper-Zieleniewski-Werk in Sosnowiec.
Diese Lokomotive wurde jedoch nicht vom Militär übernommen, sondern von den PKP, wo sie die Bezeichnung PKP D3-1002 bekam.

#### DR 99 1575
Die Lokomotive wurde während des Zweiten Weltkrieges von der Deutschen Reichsbahn eingesetzt und trug dort die Nummer 99 1575.

#### PKP Tx26-427
1961 bekam sie die Betriebsnummer Tx26-427, obwohl als Tx28 bezeichnet werden sollte. Ihre Einsatzstrecken sind bis 1973 nicht gesichert bekannt. Nach einer Stationierung 1973 in Białośliwie bei der Wyrzyskie Koleje Powiatowe (ehemalige Wirsitzer Kreisbahn) kam die Lokomotive 1974 zur Jarocińska Kolej Dojazdowa (1939–1945 Jarotschiner Kreisbahn). Dort wurde sie 1975 ausgemustert und über das Eisenbahnmuseum Warschau dem Schmalspurbahnmuseum Wenecja als Exponat überlassen. Sie befindet sich nach mehreren Aufarbeitungen im Freilichtmuseum für Schienenfahrzeuge in Chabowka.

## Konstruktion
Die Lokomotiven sind D-gekuppelte Feldbahnlokomotiven für die Spurweite 600 mm mit unterschiedlichen Dampfmaschinen und Abmessungen. Die Type W1A (Pińczów) besaß einen größeren Kesseldruck und einen leistungsfähigeren Kessel als die Type W2A. Dadurch hatte die Lokomotive mehr Leistung und besaß größere Vorräte. Sie waren einheitlich mit Balancierhebelkupplung ausgerüstet. Ursprünglich besaßen sie Petroleumbeleuchtung, bei späteren Umbauten haben die Maschinen auch elektrische Beleuchtung mit Turbogenerator und 24 V erhalten.

### Typ W1A (Pińczów)
Die Lokomotiven besitzen ein Laufwerk nach Anordnung Gölsdorf mit Antriebsrädern von 650 mm Durchmesser und einem Achsabstand von 760 mm. Antriebsachse war die dritte Achse. Die zweite sowie die die dritte Achse waren fest gelagert, die erste Achse war ±5 mm, die vierte ±10 mm seitenverschiebbar.
Ursprünglich besaßen sie einen Kessel mit einer Feuerbüchse aus Kupfer. Später wurde diese durch eine Stahl-Feuerbüchse ersetzt. Den ursprünglichen Kobelschornstein haben die Museumslokomotiven wieder erhalten. Die Kesselaufbauten sind ein Dampf- sowie ein Sanddom, von dem die Treibachse von vorn und hinten gesandet werden konnte sowie zwei Kesselspeiseventile mit Injektoren Bauart Friedmann mit einer Leistung von 60 l Wasser pro Minute. Die Lokomotiven besitzen Heusinger-Steuerung mit Flachschiebern.
Links und rechts vom Kessel sind die Wasserbehälter, die im Betrieb nicht ausreichend waren. Deshalb wurden die Lokomotiven fallweise mit einem Hilfstender versehen.

### Typ W2A
Diese Lokomotive besitzt ein Gölsdorf-Achssystem mit Antriebsrädern von 600 mm Durchmesser. Der Achsabstand beträgt 800 mm. Die dritte Achse ist die Antriebsachse. Hier besitzt die zweite Achse eine seitlich Verschiebbarkeit von ±5 und die vierte von ±10 mm.
Die Lokomotive ist mit einem einfachen Flammrohrkessel und ursprünglich einer Feuerbüchse aus Kupfer ausgestattet, die später durch eine aus Stahl ersetzt wurde. Ursprünglich besaß die Lok einen Wasserkasten, der bis hinter die erste Achse reichte. Eine Verlängerung bis zur Rauchkammer reichte betrieblich nicht aus, sodass sie mit Hilfstender fuhr.